# Heinrich Adolf von Eck
Heinrich Adolf von Eck (ur. 13 stycznia 1837 w Gliwicach; zm. 11 marca 1925 w Stuttgarcie) – niemiecki paleontolog i geolog, badacz triasu. 
Był synem Carla Ludwika Ecka inspektora hutniczego w hucie Fryderyk oraz odlewni w Gliwicach. Studiował na Königliche Universität Breslau, po czym rozpoczął pracę w Instytucie Geologicznym w Berlinie. W 1866 roku habilitował się w Akademii Górniczej. Od 1871 roku jako profesor mineralogii i geologii wykładał na Politechnice w Stuttgarcie. W 1900 stracił wzrok i wycofał się z działalności naukowej i pedagogicznej. W 1884 został członkiem Leopoldiny

## Publikacje Ecka
- Ueber den opatowitzer Kalkstein des oberschlesischen Muschelkalks. Zeitschrift der Deutschen geologischen Gesellschaft Band XIV, Berlin 1862, s. 288-311
- Über die Formationen des bunten Sandsteins und des Muschelkalks in Oberschlesien.  148 S., 2 Taf., H. Friedländer & Sohn, Berlin 1865
- Rüdersdorf und Umgegend. Eine geognostische Monographie. Abhandlungen zur geologischen Specialkarte von Preussen und den Thüringischen Staaten, Band I, Heft 1, 183 S., 1 Taf.,  Verlag der Neumann´schen Kartenhandlung, Berlin 1872
- Bemerkungen zu den Mittheilungen des Herrn H. POHLIG über “Aspidura, ein mesozoisches Ophiurengenus” und über die Lagerstätte der Ophiuren im Muschelkalk. Zeitschrift der Deutschen geologischen Gesellschaft Band XXXI, Berlin 1879, s. 35–53
- Ueber einige Triasversteinerungen. (Korallen, Encrinen, Asterien. Ammoniten und “Stylorhynchus”). In: Zeitschrift der Deutschen geologischen Gesellschaft Band XXXI, Berlin 1879, S. 254–282, Tafel IV
- Beitrag zur Kenntnis des süddeutschen Muschelkalks. I. Neue Muschelkalkkorallen. II. Ceratites antecedens BEYR. und Terebratula angusta var. Ostheimensis PRÖSCH. aus schwäbischem Muschelkalk und ihr Lager. Zeitschrift der Deutschen geologischen Gesellschaft Band XXXII, Berlin 1880, s. 32–55, I. s. 32–35, II s. 36–54, Tafel IV
- Zur Gliederung des Buntsandsteins im Odenwalde. Zeitschrift der Deutschen geologischen Gesellschaft Band XXXVI, Berlin 1884, s. 161–168
- Trichasteropsis cilicia QUENST. sp aus norddeutschem Muschelkalk. Zeitschrift der Deutschen geologischen Gesellschaft Band XXXVII, Berlin 1885, s. 817–825, Tafel XXXIV
- Das Lager des Ceratites antecedens BEYR. im schwäbischen Muschelkalk. Zeitschrift der Deutschen geologischen Gesellschaft Band XXXVII, Berlin 1885, s. 466–469
- Bemerkungen über einige Encrinus-Arten. Zeitschrift der Deutschen geologischen Gesellschaft Band XXXIX, Berlin 1887, s. 540–558
- Geognostische Übersichtskarte des Schwarzwaldes 1: 200.000, 1886/87
- Verzeichnis der mineralogischen, geognostischen urgeschichtichen und balneographischen Literatur von Baden, Württemberg, Hohenzollern und einigen angrenzenden Gegenden. Carl Winter´s Universitätsbuchhandlung, Heidelberg 1890
- Geognostische Beschreibung der Gegend von Baden Baden, Rothenfels, Gernsbach und Herrenalb. Abhandlungen der Königlich Preussischen Geologischen Landesanstalt, Neue Folge, Heft 6, 686 s., 1 geognostische Karte, Berlin 1892
- Verzeichnis der mineralogischen, geognostischen urgeschichtichen und balneographischen Literatur von Baden, Württemberg, Hohenzollern und einigen angrenzenden Gegenden. Nachträge und 1ste Fortsetzung. Carl Winter´s Universitätsbuchhandlung, Heidelberg 1893